# Janka Lučyna

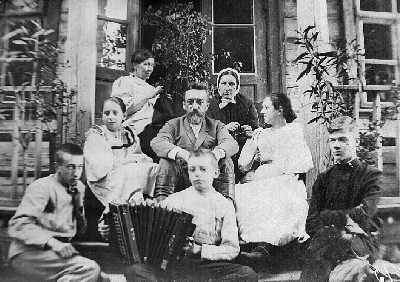
Az író rokonai társaságában (1895 körül)

Jan Niesłuchowski (Minszk, 1851. július 6. - Minszk, 1897. július 16.) ismertebb írói álnevén: Janka Lučyna (belaruszul: Янка Лучына), belarusz költő, aki belarusz, lengyel és orosz nyelven írt.

## Élete
Niesłuchowski egy állami tisztviselő fia volt, 1977-ben a Szentpétervári Állami Műszaki Intézetben végzett.  A tanulmányai befejezése után a kaukázusi vasutak bővítésén dolgozott mérnökként, ekkoriban ismerkedett meg Makszim Gorkijjal. Egy lábbetegsége miatt mankóra volt szüksége a járáshoz. 1903-ban, néhány évvel a halála után jelent meg fehérorosz verseinek és fordításainak gyűjteménye, a Вязанка, amellyel a modern fehérorosz irodalom megalapítói közé került. Verseiben népi motívumokra hivatkozott, megvédte a fehérorosz népet és a fehérorosz kultúrát a társadalmi elnyomás ellen. A minszki Kalwaria temetőben temették el.

## Művei
- Вязанка (fehérorosz nyelvű versgyűjtemény, Minszk, 1903)
- Versek (lengyelül, Minszk, 1898)
- Верочка (orosz nyelvű regény, Minszk, 1900)

## Fordítás
- Ez a szócikk részben vagy egészben  a   Janka Łuczyna című lengyel Wikipédia-szócikk ezen változatának fordításán alapul.  Az eredeti cikk szerkesztőit annak laptörténete sorolja fel. Ez a jelzés csupán a megfogalmazás eredetét és a szerzői jogokat jelzi, nem szolgál a cikkben szereplő információk forrásmegjelöléseként.